# バハ・カリフォルニア州知事
バハ・カリフォルニア州知事 (バハ・カリフォルニアちじ)は、メキシコ合衆国バハ・カリフォルニア州の元首、政府の長。

## 権限
- 閣僚の任命・解任
- 州議会に法案の提出
- 恩赦
- 緊急時の地方公共部隊の指揮

## 歴代の知事一覧
1. (1952–1953):アルフォンソ・ガルシア・ゴンサレス
2. (1953–1959):ブラウリオ・マルドナド・サンデス
3. (1959–1964): エリジオ・エスキベル・メンデス
4. (1964–1965): グスタボ・オーバネル・ヴァレーホ[1]
5. (1965–1971):ラウル・サンチェス・ディアス・マーテル
6. (1971–1977):ミルトン・カステヤノス・エヴェラルド
7. (1977–1983):ロベルト・デ・ラ・マドリッド
8. (1983–1989):シコテンカトル・レイバ・モルテラ
9. (1989–1989):オスカー・バイロン・チャコン [2]
10. (1989–1995): エルネスト・ルッフォ・アペル
11. (1995–1998):エクトル・テラン・テラン
12. (1998–2001):アレハンドロ・ゴンサレス・アルコセル
13. (2001–2007):ウジェニオ・エロルドゥイ・ヴァルター
14. (2007–2013):ホセ・グアダルーペ・オスナ・ミラン
15. (2013–2019):フランシスコ・ベガ・デ・ラマドリード
16. (2019–2021):ハイメ・ボニーラ・ヴァルデス
17. (2021–現在):マリーナ・デル・ピラール・アビラ・オルメダ